# Халлидей, Эмили
Эмили Пиа Халлидей (англ. Emily Pia Halliday; род. 5 апреля 1979, Перт) — австралийская хоккеистка на траве, защитник. Участница летних Олимпийских игр 2004 и 2008 годов, серебряный призёр чемпионата мира 2006 года, чемпионка Океании 2001 года.

## Биография
Эмили Халлидей родилась 5 апреля 1979 года в австралийском городе Перт.
Играла в хоккей на траве за «Вестерн Аустрелия Даймондс» из Петра и «Кертин Тринити Пайретс».
В 2001 году дебютировала в женской сборной Австралии, сыграв в Росарио в товарищеском матче против Аргентины.
В том же году завоевала золотую медаль чемпионата Океании в Новой Зеландии.
В 2004 году вошла в состав женской сборной Австралии по хоккею на траве на летних Олимпийских играх в Афинах, занявшей 5-е место. Играла на позиции защитника, провела 6 матчей, мячей не забивала.
В 2006 году завоевала серебряную медаль чемпионата мира в Мадриде, мячей не забивала.
В том же году выиграла золото хоккейного турнира Игр Содружества в Мельбурне.
В 2008 году вошла в состав женской сборной Австралии по хоккею на траве на летних Олимпийских играх в Пекине, занявшей 5-е место. Играла на позиции защитника, провела 6 матчей, забила 1 мяч в ворота сборной Испании.
Трижды выигрывала медали Трофея чемпионов: золотую в 2003 году в Сиднее, серебряную в 2005 году в Канберре, бронзовую в 2001 году в Амстелвене.
В 2009 году завершила игровую карьеру из-за травм.
В 2001—2008 годах провела за женскую сборную Австралии 186 матчей, забила 19 мячей.